# Балдиж (Брянська область)
Балдиж (рос. Балдыж) — присілок в Брянському районі Брянської області Російської Федерації.
Населення становить 28 осіб. Входить до складу муніципального утворення Глинищевське сільське поселення.

## Історія
Від 2005 року входить до складу муніципального утворення Глинищевське сільське поселення.

## Населення
| 2010 | 2013 |
| ---- | ---- |
| 23   | ↗28  |